# Marek Emiliusz Lepidus (triumwir)
Marek Emiliusz Lepidus (Marcus Aemilius Lepidus) (ur. ok. 89 p.n.e., zm. 12 p.n.e.) – syn Marka Emiliusza Lepidusa konsula w 78 p.n.e. i Appulei (córki Lucjusza Apulejusza Saturnina (Lucius Appuleius Saturninus). Polityk patrycjuszowski końca republiki rzymskiej. Edyl kurulny 53; interrex w 52 ; w 49 roku p.n.e. sprawował funkcję pretora. 
Jako jeden z najważniejszych stronników Cezara, w czasie jego pobytu w Hiszpanii zastępował go w Rzymie. W 48 p.n.e. objął namiestnictwo prowincji Hiszpania Bliższa. Po powrocie pod koniec 47 odbył triumf. W 46 p.n.e. objął stanowisko konsula, a od 45 dowódcy jazdy (magister equitum) przy Cezarze jako dyktatorze. W 44 zarządza prowincją Galia Narbońska. 
Po zabójstwie Cezara został członkiem sojuszu, tzw. II triumwiratu wraz z Oktawianem i Antoniuszem, legalizującego w 43 p.n.e. ich władzę na pięć lat, i odnowionego w 38 roku p.n.e. na następny taki okres. W ramach podziału władzy pomiędzy triumwirów Lepidus zarządzał zachodnimi prowincjami imperium: Hiszpanią i Afryką. W 42 p.n.e. obejmuje po raz drugi konsulat. Początkowo udawało mu się stać z boku wobec coraz ostrzejszej rywalizacji Antoniusza i Oktawiana. Jednak w 36 p.n.e. Oktawian przeciągnął na swoją stronę wojska Lepidusa, który został pozbawiony wszelkich wpływów. Stracił też wszystkie urzędy z wyjątkiem stanowiska najwyższego kapłana (Pontifex maximus).

## Małżeństwa i dzieci
- x Junia Starsza (Iunia) – córka Decimusa Juniusza Silanusa, konsula w 62 p.n.e. i Serwillii. Przyrodnia siostra zabójcy Cezara – Marka Brutusa
  - Marek Emiliusz Lepidus (stracony w 30 p.n.e. za udział w spisku przeciw Augustowi),
  - Emilia Lepida